# Focus (canção)
"Focus" é uma canção da cantora estadunidense Ariana Grande. Foi composta pela própria juntamente com Savan Kotecha, Peter Svensson e Ilya Salmanzadeh, sendo produzida pelo último juntamente com Max Martin. Originalmente anunciada como o primeiro single de seu terceiro álbum de estúdio Dangerous Woman (2016), a faixa foi retirada da lista de faixas do disco e incluída apenas em sua versão japonesa.

## Antecedentes e lançamento
Em julho de 2015, Grande postou em seu Instagram uma imagem desfocada de si mesma com a legenda "focus" ("foco"), afirmando que era uma dica. Em 15 de setembro seguinte, durante sua participação no The Tonight Show Starring Jimmy Fallon, ela anunciou que a obra, intitulada "Focus", seria lançada em 30 de outubro de 2015.
No início de outubro, a vocalista começou a antecipar o lançamento da canção revelando partes de sua letra, vídeos e pequenos áudios da música e versões aproximadas da capa do single em seu Twitter e Instagram. A capa de "Focus" foi revelada em 14 de outubro de 2015; a imagem, fotografada por Alfredo Flores, mostra Grande olhando para os lados com as mãos em seus seios, com as palavras "Ariana Grande" e "Focus" sendo vistas ao fundo. Pouco antes do lançamento da faixa, um trecho de 15 segundos foi utilizado em um comercial da primeira fragrância da cantora, Ari. O número foi lançado digitalmente em 30 de outubro de 2015 na iTunes Store, e foi enviado para rádios estadunidenses adult contemporary três dias depois, sendo adicionado para emissoras mainstream no dia seguinte. Originalmente anunciado como o primeiro single do álbum, posteriormente re-intitulado de Dangerous Woman, foi retirado da lista de faixas e incluído apenas em sua edição japonesa.

## Vídeo musical
O vídeo musical de "Focus" foi dirigido por Hannah Lux Davis, com quem Grande havia trabalhado anteriormente nas gravações audiovisuais de "Love Me Harder" e "Bang Bang", colaboração com Jessie J e Nicki Minaj. neste vídeo, Ariana mostra outra de suas habilidades: no trompete. Ela repete isso algumas vezes no clipe.

## Desempenho nas tabelas musicais

### Posições
| Tabela musical (2015)                                  | Melhor posição |
| ------------------------------------------------------ | -------------- |
| Alemanha (Media Control Charts)                        | 17             |
| Austrália (ARIA Charts)                                | 10             |
| Bélgica (Ultratop 50 de Flandres)                      | 14             |
| Bélgica (Ultratop 40 da Valônia)                       | 33             |
| Canadá (Canadian Hot 100)                              | 8              |
| Escócia (The Official Charts Company)                  | 7              |
| Estados Unidos (Billboard Hot 100)                     | 7              |
| Estados Unidos (Pop Songs)                             | 13             |
| França (Syndicat National de l'Édition Phonographique) | 27             |
| Hungria (Magyar Hanglemezkiadók Szövetsége)            | 12             |
| Irlanda (Irish Recorded Music Association)             | 14             |
| Japão (Japan Hot 100)                                  | 84             |
| Nova Zelândia (NZ Top 40 Singles)                      | 16             |
| Noruega (VG-lista)                                     | 25             |
| Países Baixos (MegaCharts)                             | 10             |
| Reino Unido (UK Singles Chart)                         | 10             |
| Suécia (Sverigetopplistan)                             | 19             |
| Suíça (Schweizer Hitparade)                            | 16             |

## Histórico de lançamento
| País           | Data                  | Formato(s)                           | Gravadora |
| -------------- | --------------------- | ------------------------------------ | --------- |
| Mundo          | 30 de outubro de 2015 | Download digital                     | Republic  |
| Estados Unidos | 2 de novembro de 2015 | Rádios adult contemporary            | Republic  |
| Estados Unidos | 3 de novembro de 2015 | Rádios mainstream                    | Republic  |
| Itália         | 6 de novembro de 2015 | Rádios mainstream                    | Universal |
| Japão          | 4 de dezembro de 2015 | Maxi single (edição padrão)          | Universal |
| Japão          | 4 de dezembro de 2015 | Maxi single (edição deluxe/limitada) | Universal |